# Atherigona bidentata
Atherigona bidentata este o specie de muște din genul Atherigona, familia Muscidae, descrisă de Malloch în anul 1928. Conform Catalogue of Life specia Atherigona bidentata nu are subspecii cunoscute.